# Bellur, Kolar
Bellur là một làng thuộc tehsil Kolar, huyện Kolar, bang Karnataka, Ấn Độ.